# إرنست مولر (ملاكم)
إرنست مولر (بالألمانية: Ernst Müller)‏ (16 مايو 1954 بدورن في ألمانيا - ) هو ملاكم ألماني. شارك في الألعاب الأولمبية الصيفية 1976.

## وصلات خارجية
- إرنست مولر على موقع اللجنة الأولمبية الدولية (الإنجليزية)
- إرنست مولر على موقع أوليمبيديا (الإنجليزية)